# 고양일산우체국
고양일산우체국(高陽一山郵遞局)은 대한민국 과학기술정보통신부 우정사업본부 경인지방우정청 소속의 우편물 취급기관이다. 경기도 고양시 일산동구 중앙로 1293에 있다.

## 연혁
- 1995년 9월 1일: 고양일산우체국 개국
- 1997년 2월 13일: 덕양구 업무이관(고양덕양우체국 개국)
- 2001년 5월 1일: 우체국 관리기능 광역화 시행(파주)
- 2001년 7월 2일: 국립암센터우편취급소 개국[1]
- 2010년 11월 8일: 우편구역을 일산동구, 일산서구 전 지역으로 고시[2]
- 2013년 1월 31일: 고양마두1동우편취급국 위탁계약 해지[3]
- 2014년 1월 1일: 우편구역을 다음과 같이 고시[4]

| 배달국         | 배달구역           | 구역번호                                                      |
| -------------- | ------------------ | ------------------------------------------------------------- |
| 고양일산우체국 | 일산동구, 일산서구 | 10200 ~ 10261 10289 10299 ~ 10426 10428 ~ 10435 10442 ~ 10451 |

- 2018년 1월 2일: 고양지원출장소 점심시간 휴무 실시[5]

## 관할 우체국
| 우체국명                      | 사진 | 주소                                                     | 비고                |
| ----------------------------- | ---- | -------------------------------------------------------- | ------------------- |
| 고양가좌동우편취급국          |      | 경기도 고양시 일산서구 송산로 393 (가좌동)               |                     |
| 고양대화동우체국              |      | 경기도 고양시 일산서구 일산로 664 (대화동)               |                     |
| 고양마두1동우편취급국         |      | 경기도 고양시 일산동구 일산로 284 (마두동)               |                     |
| 고양백석동우체국              |      | 경기도 고양시 일산동구 강송로 123 (백석동)               |                     |
| 고양식사동우편취급국          |      | 경기도 고양시 일산동구 위시티1로 7 상가2동 108호(식사동) |                     |
| 고양일산2동우체국             |      | 경기도 고양시 일산서구 원일로 90 (일산2동)               |                     |
| 고양일산우체국 고양지원출장소 |      | 경기도 고양시 일산동구 장백로 209 의정부지방법원고양지원 | 점심시간 휴무 실시  |
| 고양장촌우편취급국            |      | 경기도 고양시 일산서구 호수로838번길 65-12 (대화동)      |                     |
| 고양정발산동우체국            |      | 경기도 고양시 일산동구 일산로 425 (정발산동)             |                     |
| 고양주엽동우체국              |      | 경기도 고양시 일산서구 주화로 80 (주엽동)                |                     |
| 고양중산우체국                |      | 경기도 고양시 일산동구 중산로 226 (중산동)               |                     |
| 고양탄현동우체국              |      | 경기도 고양시 일산서구 현중로36번길 7 (탄현동)           |                     |
| 고양풍산동우체국              |      | 경기도 고양시 일산동구 숲속마을로 56(풍동)               |                     |
| 국립암센터우편취급국          |      | 경기도 고양시 일산동구 일산로 323 (마두동)               | 2001년 7월 2일 신설 |

## 조직
- 경영지도실
- 영업과
  - 고객지원실
- 우편물류과
  - 운용실
  - 소포실
- 지원과